# Matthieu Ladagnous

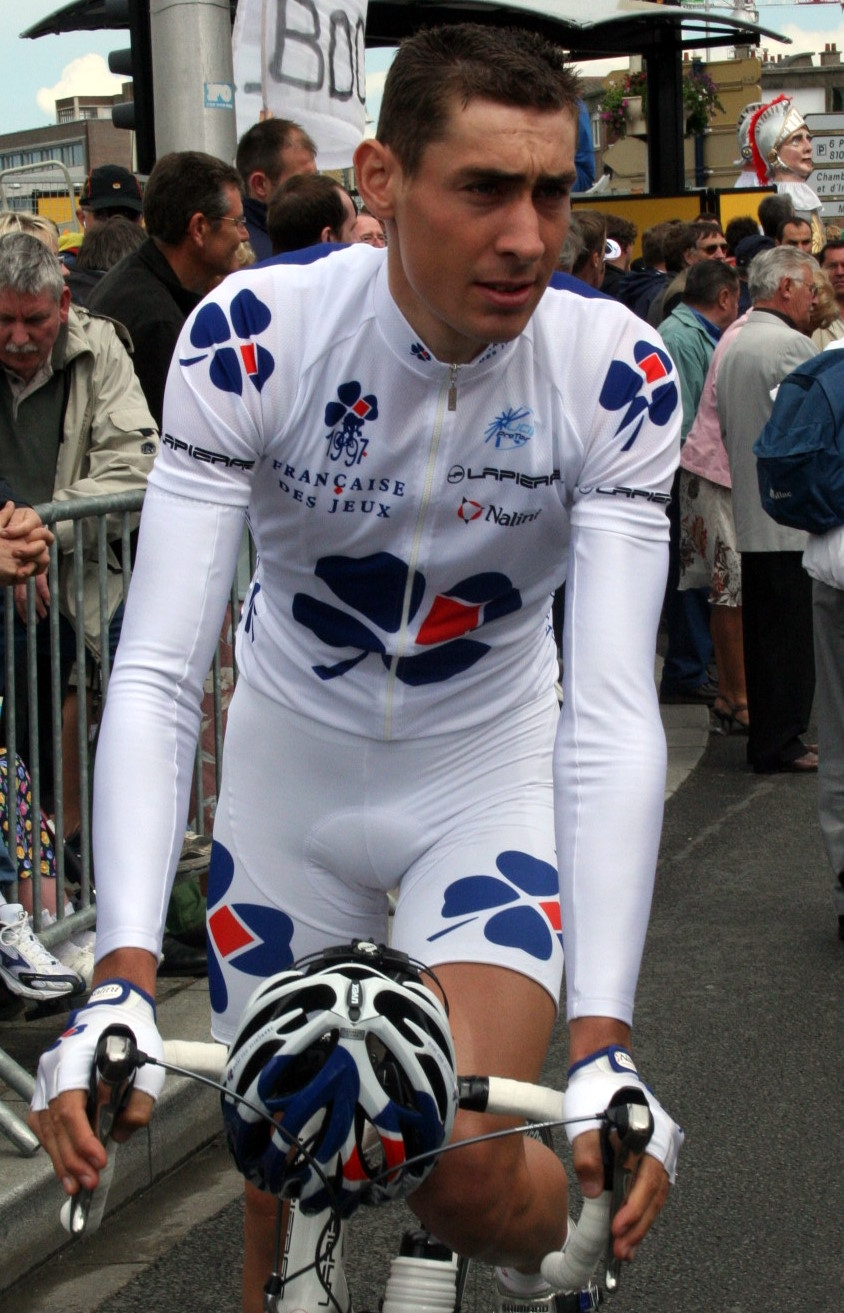
Ladagnous in 2007

Matthieu Ladagnous [uitspraak: lɑdɑn'jʋs; ladanjoes] (Pau, 12 december 1984) is een Frans voormalig wielrenner die zijn gehele carrière reed voor FDJ.
Ladagnous behaalde als baanwielrenner diverse prijzen, maar richtte zich vanaf 2007 vooral op de weg. Daar bleek hij een goede sprinter, die ook korte vlakke etappekoersen kon winnen. Uiteindelijk nam hij acht keer deel aan de Ronde van Frankrijk, waarvan hij zevenmaal de finish haalde.

## Baanwielrennen

### Palmares
| Jaar                               | FK                                                 | EK          | WK         | Overig   |
| Junioren                           | Junioren                                           | Junioren    | Junioren   | Junioren |
| ---------------------------------- | -------------------------------------------------- | ----------- | ---------- | -------- |
| 2002                               |                                                    |             | Ploegkoers |          |
| Beloften                           |                                                    |             |            |          |
| 2001                               |                                                    | Ploegkoers  |            |          |
| 2002                               |                                                    |             |            |          |
| 2003                               | Puntenkoers · Achtervolging                        | Ploegkoers  |            |          |
| 2004                               | Achtervolging · Puntenkoers                        | Scratch     |            |          |
| 2005                               | Achtervolging                                      | Puntenkoers |            |          |
| Elite                              |                                                    |             |            |          |
| 2003                               | Ploegkoers                                         |             |            |          |
| 2004                               | Ploegkoers                                         |             |            |          |
| 2005                               | Ploegenachtervolging · Ploegkoers                  |             |            |          |
| 2006                               | Ploegenachtervolging                               |             |            |          |
| Geen deelnames tussen 2007 en 2010 |                                                    |             |            |          |
| 2011                               | Achtervolging · Ploegenachtervolging · Puntenkoers |             |            |          |

## Wegwielrennen

### Overwinningen
2005
Proloog Mainfranken-Tour
Eindklassement Mainfranken-Tour
2e etappe deel A en 3e etappe Kreiz Breizh Elites
Eindklassement Kreiz Breizh Elites
2006
5e etappe Ronde van de Middellandse Zee
2007
Jongerenklassement Omloop van de Sarthe
5e etappe Vierdaagse van Duinkerke
Eind- en jongerenklassement Vierdaagse van Duinkerke
2009
1e etappe Ronde van Gabon
Eind- en jongerenklassement Ronde van Gabon
Polynormande
2011
1e etappe Ronde van Wallonië
3e en 4e etappe Ronde van de Limousin
2013
Boucles de l'Aulne
3e etappe Ronde van de Limousin
2016
1e etappe La Méditerranéenne (ploegentijdrit)

### Resultaten in voornaamste wedstrijden
| Jaar | Ronde van Italië | Ronde van Frankrijk | Ronde van Spanje |
| ---- | ---------------- | ------------------- | ---------------- |
| 2007 |                  | 112e                |                  |
| 2008 |                  |                     | 89e              |
| 2009 |                  |                     | 63e              |
| 2010 |                  | 93e                 |                  |
| 2011 |                  |                     |                  |
| 2012 |                  | 85e                 |                  |
| 2013 |                  |                     |                  |
| 2014 |                  | 76e                 |                  |
| 2015 |                  | 71e                 |                  |
| 2016 |                  | opgave              | 98e              |
| 2017 | 97e              |                     |                  |
| 2018 | opgave           |                     |                  |
| 2019 |                  | 126e                |                  |
| 2020 |                  | 94e                 | opgave           |
| 2021 |                  |                     |                  |
| 2022 |                  |                     |                  |
| 2023 |                  |                     |                  |

| Jaar | Milaan-San Remo | Gent-Wevelgem | Ronde van Vlaanderen | Parijs-Roubaix | Amstel Gold Race | Luik-Bast.‑Luik | Ronde van Lombardije | Parijs-Tours | E3 Harelbeke | Omloop Het Nieuwsblad |  | Wereldranglijsten |
| ---- | --------------- | ------------- | -------------------- | -------------- | ---------------- | --------------- | -------------------- | ------------ | ------------ | --------------------- |  | ----------------- |
| 2007 |                 |               |                      |                |                  |                 |                      |              |              |                       |  |                   |
| 2008 |                 | 147e          | 95e                  | 83e            |                  |                 | 89e                  | 91e          |              |                       |  |                   |
| 2009 |                 | opgave        | 108e                 | 59e            |                  |                 |                      | 105e         |              |                       |  | 258e (UWK)        |
| 2010 |                 | opgave        | 51e                  | 41e            |                  |                 | opgave               | 102e         | 12e          | 63e                   |  | 226e (UWK)        |
| 2011 | 61e             | opgave        | opgave               | opgave         |                  |                 |                      | 61e          |              | 63e                   |  |                   |
| 2012 | 70e             | opgave        | 16e                  | 12e            |                  |                 |                      |              | 7e           | 8e                    |  | 141e (UWT)        |
| 2013 | 100e            | 6e            | 5e                   | opgave         |                  |                 |                      | 150e         | 22e          | 32e                   |  | 67e (UWT)         |
| 2014 | 85e             | 110e          | 69e                  | 32e            | opgave           |                 |                      |              | 96e          |                       |  |                   |
| 2015 | 32e             | opgave        | opgave               | opgave         |                  |                 |                      |              | 63e          |                       |  |                   |
| 2016 | 86e             | opgave        | opgave               | opgave         |                  |                 |                      | 73e          | 82e          | 10e                   |  |                   |
| 2017 | 62e             | opgave        | 34e                  | 45e            |                  |                 | opgave               |              | 85e          |                       |  | 249e (UWT)        |
| 2018 | 63e             |               |                      |                |                  |                 | opgave               |              |              |                       |  | 365e (UWT)        |
| 2019 | 121e            |               |                      |                |                  |                 |                      |              |              |                       |  |                   |
| 2020 |                 |               |                      |                |                  | 99e             |                      |              |              |                       |  |                   |
| 2021 |                 |               |                      |                | 85e              | 105e            | opgave               |              |              |                       |  |                   |
| 2022 |                 |               |                      |                |                  | 95e             | opgave               |              |              |                       |  |                   |
| 2023 |                 |               |                      |                |                  | opgave          |                      |              |              |                       |  |                   |

## Ploegen
- 2006 –  Française des Jeux
- 2007 –  Française des Jeux
- 2008 –  Française des Jeux
- 2009 –  Française des Jeux
- 2010 –  Française des Jeux
- 2011 –  FDJ
- 2012 –  FDJ-BigMat
- 2013 –  FDJ.fr[a]
- 2014 –  FDJ.fr
- 2015 –  FDJ
- 2016 –  FDJ
- 2017 –  FDJ
- 2018 –  Groupama-FDJ
- 2019 –  Groupama-FDJ
- 2020 –  Groupama-FDJ
- 2021 –  Groupama-FDJ
- 2022 –  Groupama-FDJ
- 2023 –  Groupama-FDJ

Auger ·
Bichot ·
Casar ·
Da Cruz ·
Delage ·
Detilloux ·
Di Grégorio ·
Eisel ·
Finot ·
Gérard ·
Gilbert ·
Guesdon ·
Jégou ·
Joly ·
Ladagnous ·
Larsson ·
Leblacher ·
Löfkvist ·
McGee ·
McLeod ·
Mengin ·
Monnerais ·
Mourey ·
Patanchon ·
Roy ·
Vaugrenard ·
Veikkanen ·
Cherel (stagiair) ·
Gudsell (stagiair) ·
Jeandesboz (stagiair) 
Auger ·
Casar ·
Chavanel ·
Cherel ·
Da Cruz ·
Delage ·
Detilloux ·
Di Grégorio ·
Gérard ·
Gilbert ·
Gudsell ·
Guesdon ·
Jégou ·
Joly (tot 30/06) ·
Ladagnous ·
Lindgren ·
Löfkvist ·
Marichal ·
McGee ·
McLeod ·
Mengin ·
Monnerais ·
Mourey ·
Patanchon ·
Roy ·
Vaugrenard ·
Veikkanen ·
Demaret (stagiair) ·
Offredo (stagiair) ·
Roux (stagiair) 
Casar ·
Chavanel ·
Cherel ·
Coppel ·
Delage ·
Di Grégorio ·
Gérard ·
Gilbert ·
Gudsell ·
Guesdon ·
Hoetarovitsj ·
Jégou ·
Joly ·
Ladagnous ·
Le Boulanger ·
Levarlet ·
Meersman ·
Mengin ·
Monnerais ·
Mourey ·
Offredo ·
Roux ·
Roy ·
Stubbe ·
Vanendert ·
Vaugrenard ·
Veikkanen ·
Dauga (stagiair) ·
Duval (stagiair) ·
Sulzberger (stagiair) 
Casar ·
Chavanel ·
Cherel ·
Coppel ·
Di Grégorio ·
Duval ·
Gérard ·
Geslin ·
Gudsell ·
Guesdon ·
Hoetarovitsj ·
Joly ·
Ladagnous ·
Le Mével ·
Levarlet ·
Meersman ·
Mourey ·
Offredo ·
Roux ·
Roy ·
Sulzberger ·
Vaugrenard ·
Veikkanen ·
Bar (stagiair) · 
Courteille (stagiair) ·
Dauga (stagiair) 
Bonnaire ·
Casar ·
Cazaux ·
Chavanel ·
Di Grégorio ·
Duval ·
Gérard ·
Geslin ·
Gudsell ·
Guesdon ·
Hoetarovitsj ·
Ladagnous ·
Le Mével ·
Meersman ·
Mourey ·
Offredo ·
Pinot ·
Roux ·
Roy ·
Sulzberger ·
Vaugrenard ·
Veikkanen ·
Vichot ·
Bennett (stagiair) ·
Bouhanni (stagiair) ·
Capdepuy (stagiair) 
Bonnaire ·
Bonnet ·
Bouhanni ·
Casar ·
Chainel ·
Courteille ·
Delage ·
Fédrigo ·
Gérard ·
Geslin ·
Guesdon ·
Hoetarovitsj ·
Jeannesson ·
Ladagnous ·
Meersman ·
Mourey ·
Offredo ·
Pauriol ·
Pineau ·
Pinot ·
Rollin ·
Roux ·
Roy ·
Soupe ·
Sulzberger ·
Vaugrenard ·
Vichot ·
Démare (stagiair) ·
Elissonde (stagiair) ·
Schmidt (stagiair) 
Bonnet ·
Boucher ·
Bouhanni ·
Casar ·
Chainel ·
Courteille ·
Delage ·
Démare ·
Elissonde ·
Fédrigo ·
Gérard ·
Geslin ·
Guesdon (tot 08/04) ·
Hoetarovitsj ·
Jeannesson ·
Ladagnous ·
Mourey ·
Offredo ·
Pauriol ·
Pineau ·
Pinot ·
Rasch ·
Rollin ·
Roux ·
Roy ·
Soupe ·
Vaugrenard ·
Veikkanen ·
Vichot ·
Bergeret (stagiair) ·
Sepúlveda (stagiair) ·
Viennet (stagiair) 
Bonnet ·
Boucher ·
Bouhanni ·
Casar ·
Courteille ·
Delage ·
Démare ·
Elissonde ·
Fédrigo ·
Fischer ·
Geniez ·
Geslin ·
Jeannesson ·
Ladagnous ·
Le Bon ·
Mangel ·
Mourey ·
Offredo ·
Pichon ·
Pineau ·
Pinot ·
Rollin ·
Roux ·
Roy ·
Soupe ·
Vaugrenard ·
Veikkanen ·
Vichot ·
Viennet ·
Guérin (stagiair) ·
Le Gac (stagiair) ·
Poitevin (stagiair) 
Bonnet · Boucher · Bouhanni · Chavanel · Courteille · Delage · Démare · Elissonde · Fédrigo · Fischer · Geniez · Geslin · Jeannesson · Ladagnous · Le Bon · Le Gac · Lecuisinier · Mangel · Mourey · Offredo · Pichon · Pineau · Pinot · Roux · Roy · Soupe · Vaugrenard · Veikkanen · Vichot · Viennet · Manzin (stagiair) · Martin (stagiair) · Sarreau (stagiair)
Bonnet · Boucher · Chavanel · Courteille · Delage · Démare · Elissonde · Fischer · Geniez · Geslin · Jeannesson · Ladagnous · Le Bon · Le Gac · Lecuisinier · Manzin · Morabito · Mourey · Offredo · Pichon · Pineau · Pinot · Reza · Roux · Roy · Sarreau · Vaugrenard · Veikkanen · Vichot · Doubey (stagiair) · Fournier (stagiair) · Gesbert (stagiair)
Bonnet · Chavanel · Courteille · Delage · Démare · Eiking · Elissonde · Fischer · Fournier · Geniez · Hoelgaard · Konovalovas · Ladagnous · Le Bon · Le Gac · Lecuisinier · Maison · Manzin · Morabito · Offredo · Pichon · Pineau · Pinot · Reichenbach · Reza · Roux · Roy · Sarreau · Vaugrenard · Vichot · Doubey (stagiair) · Gaudu (stagiair) · Vincent (stagiair)
Bonnet · Cimolai · Courteille · Delage · Démare · Eiking · Fournier · Gaudu · Guarnieri · Hoelgaard · Konovalovas · Ladagnous · Le Bon · Le Gac · Ludvigsson · Maison · Manzin · Molard · Morabito · Pineau · Pinot · Reichenbach · Reza · Roux · Roy · Sarreau · Vaugrenard · Vichot · Vincent · Armirail (stagiair) · Madouas (stagiair) · Seigle (stagiair)
Armirail · Bonnet · Cimolai · Delage · Démare · Duchesne · Gaudu · Guarnieri · Hoelgaard · Konovalovas · Ladagnous · Le Gac · Ludvigsson · Madouas · Molard · Morabito · Pinot · Preidler · Reichenbach · Roux · Roy · Sarreau · Seigle · Sinkeldam · Thomas · Vaugrenard · Vichot · Vincent
Armirail · Bonnet · Delage · Démare · Duchesne · Frankiny · Gaudu · Geniets · Guarnieri · Hoelgaard · Konovalovas · Küng · Ladagnous · Le Gac · Ludvigsson · Madouas · Molard · Morabito · Pinot · Preidler · Reichenbach · Roux · Sarreau · Scotson · Seigle · Sinkeldam · Thomas · Vaugrenard · Vincent · Brunel (stagiair) · Jerman (stagiair) · Louvel (stagiair)
Armirail · Bonnet · Brunel · Delage · Démare · Duchesne · Frankiny · Gaudu · Geniets · Guarnieri · Gugliemi · Konovalovas · Küng   · Ladagnous · Le Gac · Lienhard · Ludvigsson · Madouas · Molard · Pinot · Reichenbach · Roux · Sarreau · Scotson · Seigle · Sinkeldam · Thomas · Vincent · Davy (stagiair) · Stewart (stagiair)
Armirail · Badilatti · van den Berg · Bonnet · Brunel · Davy · Delage · Démare · Duchesne · Gaudu · Geniets · Guarnieri · Gugliemi · Konovalovas · Küng     · Ladagnous · Le Gac · Lienhard · Ludvigsson · Madouas · Molard · Pinot · Reichenbach · Roux · Scotson · Seigle · Sinkeldam · Stewart · Thomas · Valter
Armirail · Askey · Badilatti · Davy · Démare · Duchesne · Gaudu · Geniets · Guarnieri · Konovalovas · Küng   · Ladagnous · Le Gac · Lienhard · Ludvigsson · Madouas · Molard · Pacher · Penhoët (vanaf 1/8) · Pinot · Reichenbach · Roux · Scotson · Sinkeldam · Stewart · Storer · Valter · van den Berg · Welten
Armirail · Askey · Davy · Démare (tot 31/7) · Gaudu · Geniets · Germani · Grégoire · Konovalovas · Küng · Ladagnous · Le Gac · Lienhard · Madouas · Martinez · Molard · Pacher · Paleni · Penhoët · Pinot · Pithie · Scotson · Stewart · Storer · Thompson · van den Berg · Watson · Welten